# Alexandru Pelici
Alexandru Pavel Pelici (* 10. Januar 1974 in Timișoara) ist ein ehemaliger rumänischer Fußballspieler und derzeitiger -trainer. Als Spieler war er vorwiegend in der Abwehr tätig.

## Leben
Paul Alexander Pelic wurde am 10. Januar 1974 in Timișoara geboren. Er hat an der Fakultät für Sport und Sportunterricht Universitatea de Vest studiert. Er hat eine Frau und ist Vater. Er ist auch sehr musikinteressiert.

### Fußballerkarriere
1987 hat Alexandru Pelici im Alter von dreizehn Jahren in der Mannschaft Progresul Timișoara seine Karriere als Fußballspieler begonnen. Er spielte mit sechzehn Jahren in der Liga II. Bis 1999 war er Innenverteidiger bei FC Politehnica Timișoara. 1999 ging er zu CSM Școlar Reșița, wo er bis 2001 blieb. Mit 28 Jahren war er bei Unirea Alba Iulia. Wegen wiederholter Verletzungen am Knie verließ er 2005 den Verein.

### Trainerjahre
Alexandru Pelici gilt als der jüngste Fußballtrainer Rumäniens. Er war Trainer einer Reihe von Vereinen.
2003 fing er als Trainer im Verein Unirea Alba Iulia an, in dem er auch gleichzeitig Fußballspieler war. 2004 verließ er den Verein als Trainer und trainierte ab 2005 nur noch den Verein CSM Școlar Reșița, bei dem er ebenfalls früher als Fußballspieler spielte, und war kein Spieler mehr. Nach zwei Jahren wechselte er zu Forex Brașov, wo er ein Jahr blieb und dann den Verein Arieșul Turda trainierte. Von 2009 bis 2010 war er erneut Trainer des Vereins CSM Școlar Reșița und von 2010 bis 2012 von CSU Voința Sibiu. Im Jahr 2012 war er kurzzeitig Trainer von den Vereinen ASA Târgu Mureș und erneut CSU Voința Sibiu. 2013 trainierte er dann die Vereine CSM Râmnicu Vâlcea, CSM Metalul Reșița und FC Brașov, bis er bis 2014 FC Bihor Oradea trainierte.
Von November 2014 bis April 2016 trainierte er den Verein CSM Râmnicu Vâlcea, den er 2013 schon einmal trainiert hatte. Von Juli 2016 bis April 2017 war er Cheftrainer von CS Mioveni. Dort wurde er auf Platz 5 liegend entlassen. Im Sommer 2017 übernahm er den FC Hermannstadt in der Liga II. Dort führte er seine Mannschaft in der Saison 2017/18 zum Aufstieg. Nach dem elften Spieltag der Spielzeit 2018/19 verließ er den Klub. Seit November 2018 betreut er Ripensia Timișoara in der Liga II.